# Paramermis antica
Paramermis antica  (лат.) — вид круглых червей из семейства Mermithidae (отряд Mermithida, Nematoda). Эндемик озера Байкал (Россия), где обнаружен на илистом грунте на глубине 90 м.
Круглые черви мелких размеров. Имеют одну средней длины спикулу, 6 продольных хорд и 6 головных папилл, вентрально сдвинутый рот, с небольшим отверстием. Снаружи покрыты толстой кутикулой с перекрестной волокнистостью. Предположительно паразиты водных личинок комаров-звонцов (Chironomidae). Вид был впервые описан в 1976 году советским зоологом профессором Иваном Антоновичем Рубцовым и включён в ранее выделенный отдельный род Paramermis Linstow, 1898 из семейства Mermithidae.